# Северная тонкохвостая крыса
Северная тонкохвостая крыса (лат. Phloeomys pallidus) — крупный грызун семейства мышиных, эндемик острова Лусон (Филиппины). Крупнейший вид грызунов семейства мышиных.

## Внешний вид и строение
Этот очень крупный грызун весит 1,9-2,6 кг, а длина его тела с хвостом составляет 75-77 см. Окрас его относительно длинной шерсти, которая также покрывает хвост, сильно варьирует, но обычно она в основном очень бледно-коричнево-серая или белая с темно-коричневыми или черными пятнами на некоторых участках тела. У них часто есть черная «маска» и «воротник», но они также могут быть полностью светлыми. Единственный другой член рода тонкохвостые крысы (Phloeomys), южная тонкохвостая крыса (Phloeomys cumingi), распространена южнее. Как правило, она мельче (хотя их размеры могут перекрываться) и полностью темно-коричневая. Но есть сообщения, что в Горной провинции иногда встречаются коричневые особи северной тонкохвостой крысы, и таксономические границы между двумя видами Phloeomys не полностью установлены.

## Распространение и среда обитания
Северная тонкохвостая крыса встречается только в северной и центральной части Лусона, Филиппины. Она встречается по крайней мере в 12 провинциях. Эта крыса предпочитает леса и кустарники, но также встречается в нарушенных местообитаниях, таких как плантации. Она встречается от уровня моря до высоты около 2200 метров. В некоторых районах она пересекается с более редкой пышнохвостой крысой (Crateromys schadenbergi), но этот вид в основном встречается на больших высотах, чем северная тонкохвостая крыса.

## Поведение
Северная тонкохвостая крыса ведет ночной образ жизни и питается различными типами растительности. Из-за относительно крупного размера она не попадает в обычные ловушки для мелких млекопитающих, и это ограничивает исследования этого вида.

## Размножение
Северные тонкохвостые крысы часто живут парами с одним или двумя подрастающими детенышами. Они рожают в полых стволах деревьев (стоящих или упавших) или в норах в земле. Головка сперматозоида этой крысы имеет короткий апикальный крючок, а хвост сперматозоида прикреплен не по центру, а к основанию. Длина хвоста сперматозоида составляет около 127 мкм.

## Угрозы и охрана
Северная тонкохвостая крыса может наносить значительный ущерб посевам риса и иногда считается вредителем. На них регулярно охотятся ради мяса в Сьерра-Мадре. В некоторых регионах она была истреблена из-за охоты, но в целом она, по-видимому, способна выдерживать давление человека и в целом остается обычной и широко распространенной.